# Ibirubá
Ibirubá egy község (município) Brazíliában, Rio Grande do Sul államban, a Gaúcho-hegység területén. Környéke ötvözi a német bevándorlók hagyományait a gaúcho kultúrával. Területe 607,1 km2, 2020-ban népességét 20 413 főre becsülték.

## Nevének eredete
A gyarmatosító úttörők Barão de São Jacob névvel illették a kialakuló települést, Diniz Diaz ezredesnek, São Jacob bárójának tiszteletére. A Barão de São Jacob székhelyű kerületet kezdetben General Osórionak nevezték Manuel Luiz Osório márki tiszteletére, de mivel már létezett az államban Osório nevű község, 1937-ben felvette a General Câmara nevet, de hasonlóképpen ezt már egy másik község is viselte. Végül 1938-ban Ibirubára keresztelték, mely tupi-guarani nyelven esőerdei cseresznyét (Eugenia florida) jelent.

## Története
A környéken Tupi-Guarani és Jê indiánok éltek; az első fehér emberek spanyol jezsuita papok voltak, akik a mai Paraguay területéről érkeztek. A helyet később a Dias e Fagundes gyarmatosító társaság szerezte meg.
A Gaúcho-hegység sok más területéhez hasonlóan Ibirubá környékét is németek népesítették be. A németek már 1824-től jelen voltak és településeket alapítottak a gyarmaton, és miután a Dias e Fagundes társaság 1898 után feltárta a helyet, továbbá vasútvonal létesült, Ibirubá (akkori nevén Colônia General Osório) területét is gyarmatosították. A kolónia kezdetét 1899-re teszik, majd 1915-ben Cruz Alta község kerületévé nyilvánították.
1954-ben függetlenedett és 1955-ben községgé alakult Ibirubá néven. 1987-ben Ibirubá egyik kerülete kivált és önálló községgé alakult Quinze de Novembro néven.

## Leírása
Székhelye Ibirubá, további kerületei Santo Antonio do Bom Retiro és Alfredo Brenner. Tengerszint feletti magassága 416 méter, távolsága a megye székhelyétől, Porto Alegretől 298 km (légvonalban 210 km).